# Rido MC
Rido MC, pseudonimo di Maurizio Ridolfo (Stresa, 22 aprile 1975), è un rapper e conduttore televisivo italiano, membro del gruppo Cricca Dei Balordi e del collettivo Sano Business.

## Biografia
Rido MC ha cominciato a rappare nel 1992, come modo di espressione diffusosi nella periferia di Milano. Dal 1997 fino ad oggi ha pubblicato un album, un EP ed ha collaborato con svariati artisti italiani e stranieri. Dal 2002 è organizzatore delle serate The Show Off, tra le più conosciute del genere hip hop non solo a Milano. Oltre alla carriera musicale, Rido è stato redattore della rivista Groove, dove cura sia la parte musicale che quella di lifestyle. A questo aggiunge la scrittura e la conduzione del programma musicale Rapture, in onda per sette stagioni su All Music.
La sua carriera artistica inizia in corrispondenza di quella della Cricca Dei Balordi, nata a Stresa nel 1992 con il nome di Cracka Posse dapprima attivi nei live e come freestyler nella zona del varesotto, poi con contatti nella ben più conosciuta zona del milanese. Il primo lavoro ufficiale compare sul mixtape Sanobusiness V.M.18 di Bassi Maestro, insieme allo stesso ed ai Sottotono, per poi partecipare successivamente all'album omonimo di Fritz da Cat con il brano De Stijl. Nel 1996 incidono il demo Fondazione Cracka, prodotto da DJ Double T, Fritz da Cat e Bassi Maestro.
Il primo lavoro ufficiale come Sano Business è nel 1997 su The Micragnous EP con il brano Gioco di ruolo insieme a Marya, a cui fanno seguito diverse partecipazioni a mixtape sia di Bassi Maestro che del beatmaker DJ Zeta, come CDB sono ancora sulle tracce per le due compilation 50 Mc's, Lo capisci l'italiano di DJ Double S e su tutti gli album di Bassi Maestro. Dopo l'uscita nel 1999 del singolo su vinile Ninja Rap/L'album dei balordi, tra il 2000 e il 2002 escono i due album Ninja Rap e Musi. Inoltre facendo parte del collettivo dei Sano Business insieme a Bassi Maestro, Supa e DJ Zeta ha partecipato ai due album Esuberanza e Crossover.
Rido ha inoltre realizzato svariate collaborazioni come artista solista, come ad esempio nei due mixtape di Bassi Maestro Monkee Bizniz Vol. 2 (2006) e Monkee Bizniz Vol. 3 (2007). Nel 2009 ha collaborato con Gué Pequeno per la presentazione del mixtape Fastlife Mixtape Vol. 2 - Faster Life.

## Discografia

### Con la Cricca Dei Balordi
- 2000 – Ninja Rap
- 2002 – Musi

### Con i Sano Business
- 2004 – Esuberanza
- 2007 – Crossover

### Collaborazioni
- 2003 – Bassi Maestro feat. Rido - Sogni (da Esuberanza)
- 2003 – Bassi Maestro feat. Zampa e Rido - C'è una guerra - (da Esuberanza)
- 2003 – Bassi Maestro feat. Rido e DJ Double S - Situazione situazione!! (da Esuberanza)
- 2003 – Bassi Maestro feat. Rido - Tu non mi rispetti (da Esuberanza)
- 2004 – Asher Kuno feat. Jap, Zampa, Mistaman e Rido - Menti da rap (da The Fottamaker)
- 2004 – DJ Shocca feat. Rido e DJ Zeta - Vedremo domani (da 60 Hz)
- 2005 – Mr. Phil feat. Rido - Va così (da Kill Phil)
- 2006 – Bassi Maestro feat. Rido - Freestyle (da Monkee Bizniz Vol. 2)
- 2007 – Bassi Maestro feat. Rido - Outro (da Monkee Bizniz Vol. 3)
- 2007 – Classe A feat. Rido - Outro (da La classe)
- 2009 – DJ Zeta feat. Rido - Freestyle (da Ghetto Blaster Volume 3)
- 2009 – DJ Zeta feat. Rido - Freestyle (da Ghetto Blaster Volume 4)
- 2012 – Mondo Marcio feat. J-Ax & Rido - Kilo (da Cose dell'altro mondo)
- 2012 – Supa feat. Bassi Maestro & Rido - Golden Agers (da Indipendente Mixtape)